# Tommaso Sorgi
Tommaso Sorgi (Campli, 12 ottobre 1921 – Teramo, 24 aprile 2018) è stato un politico e sociologo italiano.

## Biografia
Focolarino, sposato e padre di quattro figli, nasce in una famiglia artigiana: padre falegname, madre casalinga, tre fratelli. A due anni dalla sua nascita, la famiglia si trasferisce a Teramo. Formatosi nello studio della filosofia neo-tomista negli anni di liceo presso il seminario regionale di Chieti, è stato presidente diocesano della Gioventù Cattolica (1940-1947), e nel marzo 1945 ha partecipato ai momenti fondativi delle Acli a Roma e poi nella sua città.
Ha frequentato l'università alla Cattolica di Milano e poi a Roma dove si è laureato in lettere. Ha insegnato “Sociologia” presso le Facoltà di Giurisprudenza e di Scienze Politiche dell'Università abruzzese (1966- 1990), e “Storia dei movimenti sociali cristiani” presso l'Istituto Internazionale di Loppiano, Firenze. Ha ricoperto le seguenti cariche pubbliche nella città e in ambito nazionale:
Dal 1946 ricopre vari incarichi pubblici: consigliere comunale di Teramo (1946-1964), presidente della Federazione Provinciale Coltivatori diretti (1955-1970) e presidente degli Ospedali e Istituti Riuniti di Teramo (1957-1961).
Dal 1953 al 1972 è Deputato al Parlamento italiano, facendo parte della Commissione Pubblica Istruzione e, poi, di quella della Sanità; è stato presidente della Commissione mista Interni-Sanità per la legge sugli asili-nido, relatore sul bilancio del Ministero della Sanità (1961), membro di due Commissioni parlamentari di studio dei sistemi sanitari inglese e sovietico. Con proposte di legge, interventi in aula e azioni sulle strutture pubbliche ha operato per problemi nazionali e locali, tra cui: proposta di un "piano bianco" per la riforma sanitaria (1961), invalidi civili, asili nido, solidità della famiglia, scuole, industrializzazione abruzzese, viabilità regionale (in particolare autostrada trans-appenninica), infrastrutture per zone agricole, sostegni ad economia montana e pastorizia, sviluppo della zona costiera, edilizia pubblica e viabilità nel capoluogo, istituzione di due nuovi comuni, università abruzzese.
Dal 1972 concentra il suo impegno nel Movimento dei Focolari diventando collaboratore della fondatrice Chiara Lubich. Nel 1986 si trasferisce con la famiglia ai Castelli Romani per assumere la direzione del Centro studi per la conservazione e la diffusione del patrimonio di scritti del Servo di Dio Igino Giordani.
Con i rappresentanti del Movimento nei cinque continenti, ha elaborato la proposta di un "triplice patto" - morale, programmatico, partecipativo - per nuove forme di partecipazione politica ed un "Appello per l'unità dei popoli", presentato all'ONU nel 1987. 
Nel 1993 la Fratellanza Artigiana, istituzione di Teramo, gli assegna il premio etico Paliotto d'Oro.
Nel 2008, il Comune di Tivoli gli assegna il Premio Culturale Igino Giordani.
Svolge attività di pubblicista: ha fondato e diretto un periodico politico locale ("La Specola", Teramo, 1946-1950); collabora dal 1940 al settimanale diocesano "L'Araldo Abruzzese" e dal 1956 al quindicinale "Città Nuova" di Roma.

## Pensiero
La sua proposta di teoria sociale è un approccio fenomenologico in chiave altruistica. Una fra le sue opere è Costruire il sociale. La persona e i suoi piccoli mondi, 1991, che conclude percorso di ricerca delle fondamenta agapiche della socialità umana, ricerca partita con Sociologia del cristianesimo (1969),  con Il pluralismo e lo stato (1971), e l'analisi scritturistica su "L'amore materno di Dio" (1978). Ha scritto le monografie La sociologia del profondo, 1985, e La sociologia dell'amore, 1990, in cui vi è  un approfondimento della figura del sociologo Pitirim Sorokin. Nel campo del pensiero sociale cristiano, ha pubblicato studi sulla Populorum progressio, 1967, e sulla Laborem exercens, 1982.
Negli ultimi tempi la sua attività di studio è rivolta ad approfondire la conoscenza della figura spirituale e intellettuale di Igino Giordani, con contributi ai percorsi investigativi per la causa di beatificazione del Servo di Dio.